# Marguerite Jeanne Carpentier
Pour les articles homonymes, voir Carpentier.
Marguerite Angèle Jeanne Carpentier née le 8 septembre 1886 à Paris où elle et morte le 7 novembre 1965, est une artiste peintre, sculptrice et graveuse française.
Au commencement du XXe siècle, Marguerite Jeanne Carpentier se démarque par son désir d'indépendance artistique. Elle laisse un Journal d'artiste (1930-1965) témoignant de ce que pouvait vivre une artiste peintre et sculptrice à cette époque.
Toute sa carrière se déroule à Paris, et à sa mort elle laisse un œuvre considérable.

## Biographie

### Origines
Marguerite Jeanne Carpentier naît à Paris en 1886,.
Son père, Charles Auguste Henri Barthélémy Carpentier, est clerc d'huissier et sa mère, Victoire Perrein, institutrice. Son frère aîné, Georges Carpentier (1877-1929), acteur dans la troupe de Georges Pitoëff, devient un militant cégétiste engagé. Elle n'a connu ni sa grand-mère paternelle, Constance Virginie de Glimes, morte à Paris en 1868, ni son grand-père paternel, Charles Désiré Barthélémy Carpentier. Dans son Journal, elle évoque sa grand-mère maternelle, Josèphe Robardet, originaire du Doubs, installée à Paris vers 1843 et morte vers 1902, qu'elle affectionne particulièrement.
De nombreuses pages de son Journal témoignent également de la grande affection que l'artiste porte à sa mère, qui meurt en juin 1914 des suites d’une pleurésie : « […] Là je me souviens d’un pastel fait en plein été et qui avait tant plu à ma pauvre Maman. J’ai souvent un élan de tendresse passionnée vers elle et j’ai senti que ce sentiment se répercutait jusque dans l’éther, l’inondait d’une émotion supraterrestre, d’un bonheur inouï et que mes impatiences, mes ingratitudes d’enfant ne pesaient plus rien en face de cette jubilation infinie… ».

### Formation
Ce n’est qu’en 1897 que cesse l'interdiction d'entrée aux femmes aux Beaux-Arts de Paris. Carpentier est reçue au concours d'entrée en 1903. Elle devient alors la plus jeune femme à y être admise — elle a alors 16 ans. Elle s'y forme de 1903 à 1909.

### Carrière
Marguerite Jeanne Carpentier expose très régulièrement au Salon de la Société nationale des beaux-arts de 1912 à 1953, au Salon des indépendants de 1912 à 1949, et au Salon d'automne en 1920. En 1918, lors d'une exposition au Petit Palais, l’État lui achète une peinture nommée Sous l'Arche.

### Marguerite Jeanne Carpentier et ses élèves
Parmi les jeunes artistes femmes qui fréquentent son atelier d’Auteuil de 1921 jusqu'à 1935, on compte Élise Rieuf, Charlotte Musson, Frédérique Knoeri, Paule Pelou, Marguerite Charasse et Hélène Lamourdedieu. Elles deviennent plus tard peintres, pastellistes, illustratrices ou graveuses. Les liens qui se créent entre elles et leur maître résistent au temps et aux à-coups de son tempérament cyclothymique et souvent violent, comme en témoigne cet extrait d’une lettre d’Élise Rieuf : « Carpentier était d’une telle originalité d’aspect et de manières, toujours très correctes, qu’elle en imposait à tous, même à ceux dont elle différait totalement. Elle frappait par son air étrange, d’une autre époque, tantôt d’une fraîcheur tendre, presque naïve, tantôt plongée dans un silence sombre à la Beethoven. À vrai dire on la sentait d’un autre monde, mais ce monde attirait au plus haut point ; et on ne l’oubliait jamais. On la craignait, on essayait de saisir son mystère et on était plein d’admiration pour son art, sans le comprendre. Mais elle avait de terribles colères rentrées et très vite les choses tournaient mal entre elle et son entourage. »
On rencontre dans son atelier de nombreuses personnalités : Rosette Van Rasbourgh, filleule de Rodin, Loïe Fuller, Isadora Duncan, des musiciens, des amateurs d’art, etc..

### LeJournal d'artiste
Le Journal d'artiste inédit de Marguerite Jeanne Carpentier, rédigé de 1930 à 1965, témoigne des aspects multiformes de l'œuvre de cette artiste et est une source majeure d’informations pour étudier son œuvre, les influences subies et les luttes menées pour la réaliser.
Il se compose de douze cahiers illustrés de centaines de dessins. On découvre au fil de la lecture :
- conceptions esthétiques, techniques picturales, maîtres préférés ;
- gestation des œuvres, dessins préparatoires, modèles ;
- expositions, acheteurs, listes récapitulatives d’œuvres vendues, datations, etc.

« Il faut continuer ce Journal comme si jamais il ne devait être publié, pour un seul confidentiel exutoire. Il y aura des leitmotivs qui reviendront, des scories. Ce serait le travail d’un styliste d’élaguer ces excroissances et ces répétitions au milieu d’une abondance tumultueuse, mais ce n’est ni mon métier, ni mon but. Mon but, si j’en ai un en cette vie de fleuve multiforme qui va vers l’inconnu et évolue sans cesse, mon but est la connaissance de soi-même et de l’Art. Et justement, ces répétitions m’aideront dans cette recherche et je formulerai ainsi ce qui me hante. »

### Mort
Marguerite Jeanne Carpentier meurt dans le 14e arrondissement de Paris le 7 novembre 1965. Elle était domiciliée 29, rue Descombes dans le 17e arrondissement mais décède 24, boulevard Jourdan à l'hopital international de l'Université de Paris.

## Œuvre

### Les sculptures
Parmi les sculptures connues de Marguerite Jeanne Carpentier, il y a des marbres, des terres cuites, des bronzes. Quelques-unes ont fait l’objet de commandes, notamment les bustes. D’autres de plus petites dimensions — plâtres ou terres crues — ont servi d’études préparatoires à de grands groupes comme celui du Tombeau de Puget, projet pour un concours qui n'a pas abouti.
Le cuiseur de Marguerite Jeanne Carpentier, Legendre, a un atelier situé à Montreuil. Les bronzes sont réalisés par les fonderies Susse ou Hébrard.
On connaît d'elle notamment un buste en terre cuite de Jules Verne daté de 1921 et un buste de Françoise Vernet-Hekking de 1958. Carpentier note, au sujet de cette sculpture : « Viens de faire une excellente séance de sculpture – ai pu affirmer des modelés dans des valeurs blondes. Une conscience ardente, c’est peut-être le dernier mot de l’art. »
Marguerite Cahun, compagne de Marguerite Jeanne Carpentier aux Beaux-Arts de Paris, reste son amie sa vie durant. Elle sert de modèle pour un pastel, acquis en 2020 par le Musée d’Orsay, et pour un masque sculpté, acquis en 2022 par La Piscine de Roubaix. Des études comme celle de Caliban montrent d’autres sources d’inspiration. Personnage de La Tempête de Shakespeare, Caliban, gnome d’une malice infernale, est né d’une sorcière et d’un démon. Il incarne la brute obligée d’obéir à une puissance supérieure et toujours en révolte contre le pouvoir qui la domine. « Je suis parvenue à ce que je cherchais obscurément : le type. La beauté préférée au particulier et au petit modelé où a excellé Rodin ; d’ailleurs le petit modelé, par exemple dans mon modèle les dentelés, les accents des omoplates, se peuvent inscrire dans la grande forme qu’on peut manier selon sa volonté comme Michel Ange et Delacroix, ces génies si libres — ces nuances chantent d’autant mieux lorsqu’elles sont incorporées aux volumes pleins — et finalement la recherche du type et de la beauté n’exclut pas le frisson de la chair. »
Le manque d’argent, les luttes, son tempérament d’écorchée vive qui fait parfois le vide autour d’elle, l’incompréhension, sont peut-être reflétés dans le visage  du masque Les yeux clos : « Il est difficile pour moi de rencontrer des êtres à ma température. Je traîne avec moi un rêve de grandeur incasable dans cette époque – poussée par l’affection, le désir de sortir de ma solitude et un certain instinct de défense, je veux fréquenter des personnes, avoir des connaissances agréables sinon des amis, je me promets d’être prudente, circonspecte […], mais le vieil homme reparaît toujours au premier tournant et le grand rêve que je porte éclate, déborde, passe mes contours, et c’est alors, sans tarder, le danger, la meurtrissure et, ce qu’il y a de plus cruel encore, la solitude du cœur et de la pensée. »

### Les nus peints
Les nus peints par Marguerite Jeanne Carpentier procèdent des mêmes recherches que ceux qu’elle sculpte : amour de la forme humaine, volume, modelés dans la lumière, imagination de compositeur.
Posent pour elle des modèles professionnels, ses compagnes d’atelier, ses amis, son voisin Laugier qui dirige une salle de gymnastique où elle va faire des croquis, notamment Torse de femme, qui a figuré en 1926 à une exposition au Grand Palais avec six autres œuvres de Marguerite Jeanne Carpentier.
On trouve, dans les Carnets de dessin de Marguerite Jeanne Carpentier de nombreuses études au crayon, à la plume ou à la sanguine.
Madeleine Fauriat, directrice d’une maison de couture à Paris au 8, rue Thérèse, était une cliente et une visiteuse assidue de l’atelier. Elle accrochait, pour en favoriser la vente, des toiles de Marguerite Jeanne Carpentier dans ses salons, à l’occasion de ses défilés de mode.

### Les portraits
Carpentier produit des portraits à l’huile, au pastel, au crayon, à la sanguine, des études pour les grandes compositions, des portraits d’amis. Sans complaisance, elle débusquait, chez ses modèles, cette vérité qui n’est pas toujours bonne à entendre.
Elle a exécuté, dans les années 1950, un buste de son ami Victor Gilles, célèbre interprète de Chopin.
Carpentier a réalisé de nombreux portraits, bustes et études des membres de la famille de Léon Cahun, conservateur à la bibliothèque Mazarine et écrivain, comme celui (au crayon) de Palmyre Strauss, son épouse.

### Les paysages
Ses paysages sont inspirés par ses longs vagabondages à travers la capitale ou par ses séjours répétés dans la région de Fontainebleau, Avon, Moret-sur-Loing ou Saint Gratien.
Une famille de grands bourgeois protecteurs des arts a confié l’éducation artistique de leurs filles à Marguerite Jeanne Carpentier. Ils agissent envers elle comme des mécènes éclairés. Carpentier trouve périodiquement, dans leur demeure de Fontainebleau, un accueil délicat et réconfortant : cercle d’amis connaisseurs, lectures, bonne chère, longues courses dans la forêt : « J’ai éprouvé en forêt, dans une solitude complète, pendant trois heures consacrées à une étude peinte un enchantement merveilleux […]. Le bruit des insectes, le chant des oiseaux, les craquements, le vent dans les arbres, les odeurs intenses et réellement enivrantes de toute cette exubérance végétale en août, m’ont remplie d’une joie animale et divine qui m’a fait comprendre toutes les fictions nées de ce vertige : anciennes mythologies, fées, gnomes, etc. ; car c’était une solitude « environnée ». Pour peindre la forêt il faudrait […] accumuler des documents de toutes sortes : rocs, rocs moussus, nus, humides, tachetés de lichens multicolores, bizarrement sculptés, entassés les uns sur les autres dans des combes pleines de fougères ou hissés sur des coteaux et dominant des éboulis ; documents variés selon les heures du jour, les éclairages etc. ; essences d’arbres, fougères, bruyères, terrains, terrains chaotiques et mousseux formés par d’anciens lits de rivières, terrains couverts de feuilles mortes et d’aiguilles de pin, d’autres blanchis par l’épaisse poudre de grès - enfin, possédant cette ample bibliothèque, imbue de ces forces mystérieuses, de ces aspects si variés, composer des tableaux. »

### Les grandes compositions
Dans la première moitié du XXe siècle, la mode est aux grandes compositions ornementales commandées pour décorer les murs des monuments publics : hôtels de ville, musées et autres panthéons. À Paris et dans ses environs, de riches amateurs d’art aiment orner leurs vastes appartements ou leurs résidences à la campagne de grandes toiles décoratives.
C’est ainsi que Marguerite Jeanne Carpentier exécute, entre autres, une commande de trois panneaux pour le salon de musique du château de M. et Mme Lefèvre à Brie-Comte-Robert. Le premier (2,50 × 3,30 m) décrit une exubérante fête du vin ; le deuxième (2,50 × 2,05 m) la danse dionysiaque de deux bacchantes dans un palais de marbre. Quant au troisième, il a été peint à fresque directement sur le mur.
Un Silène (1,12 × 1,40 m) lui est commandé probablement en 1929 par Alfred Meige, président du Syndicat des entrepreneurs, pour son appartement parisien du parc Monceau.
Certaines de ses compositions sont le fruit de ses visions poétiques ou philosophiques, comme Temps modernes (1,04 × 1,29 m). Cette toile, exécutée pendant la Seconde Guerre mondiale dans un camaïeu de terres qui en souligne l’aspect dramatique, fut présentée au palais de Tokyo en mai 1949, à l’occasion du Salon de mai.

### Les natures mortes
Le Journal de Marguerite Jeanne Carpentier mentionne un nombre non négligeable de natures mortes achetées à son atelier : fruits, fleurs, poissons. Celles qui sont répertoriées, peu nombreuses, sont traitées en pleine pâte, dans une furia de couleurs où la vie afflue. Dans ses grandes compositions, elles accompagnent le décor où évoluent les personnages.
« Le jaune, l’orange vibrent intensément dans la lumière — il faudrait combiner d’incroyables sonorités, avec le reflet du soleil dans la cuisine, sur les poteries et les cuivres mordoré très profond ; des gammes orangées, pleines et luisantes, des blancs à peine dorés, éclatant de lumière, des crèmes compacts, hachés de bleus puissants et chauds, avec des ombres profondes, violacées, des fonds gris bleuté et gris chaud de second plan sur les torchons — un cortège magnifique, dans une chaude lumière, tellement montée de ton et paroxystique dans la plénitude. »

### L’œuvre gravé
La partie la plus importante de l’œuvre gravé de Marguerite Jeanne Carpentier est réalisée dans les années 1930. En 1928, elle signe un premier album de douze lithographies intitulé Vieux Coins de Paris. Deux ans plus tard, elle grave 22 eaux-fortes sur le même thème.
Ces deux albums, ainsi qu’une série de lithographies (petits métiers, scènes de cabarets, clochards parisiens) sont entrés au département des estampes et de la photographie de la Bibliothèque nationale de France le 6 août 1941
« Triste journée. Ai dessiné clochard endormi nommé Prosper. […] J’arrive à la porte Saint Denis. Peut-être des esprits, l’essence des parcelles avec lesquelles mon âme a été fabriquée, m’attirent dans ce Paris, le vrai, car je m’attable à un petit café et dessine un marchand de journaux. Sur une ossature robuste de quinquagénaire, il porte tous les stigmates de la déchéance. Deux rictus doubles et profonds, extraordinaires, un gros nez tombant, l’œil terne et malveillant, l’épaule décharnée sur laquelle se modèle le veston d’un vert pisseux. On sent encore les biceps et les mains noueuses sont fortes. »

## Prix, distinctions, présence dans des institutions muséales
Pour l'ensemble de son œuvre sculpté, elle obtient le Grand Prix de l'Académie des Beaux-Arts en 1950.
Quelques-unes de ses œuvres appartiennent à la collection permanente du Musée d'Orsay,.